# Der Sturm (grupa)
Der Sturm – międzynarodowa grupa działająca w czasach ekspresjonizmu w Berlinie, skupiająca artystów wokół tygodnika, galerii i klubu o nazwie Der Sturm. Jej najsłynniejszym działaczem był Oskar Kokoschka.